# کالدونو
کالدونو (به اسپانیایی: Caldono, Cauca) یک سکونتگاه مسکونی در کلمبیا است که در بخش کائوکا واقع شده‌است.